# هیپولیته فن دن بوس
هیپولیته فن دن بوس (هلندی: Hippolyte Van den Bosch; ۳۰ آوریل ۱۹۲۶ – ۱ دسامبر ۲۰۱۱) بازیکن و مربی فوتبال اهل بلژیک بود.
از باشگاه‌هایی که در آن بازی کرده‌است می‌توان به باشگاه فوتبال اندرلشت اشاره کرد.
وی همچنین در تیم ملی فوتبال بلژیک بازی کرده‌است.